# عمادالدین طوسی
محمد بن علی بن حمزه، معروف به عمادالدین طوسی (نیمه اول قرن ششم ـ زنده در ۵۸۵ ق، درگذشته: کربلا، مدفن: نجف) از اکابر فقهای امامیه در قرن ششم هجری می‌باشد اهل خراسان است. کنیه اش ابوجعفر، شهرتش طوسی و به جهت انتساب به تألیفش، (الوسیله)، نام او را (صاحب الوسیله) نیز گفته‌اند از شاگردان شیخ طوسی بوده و چون زندگی او معاصر با شیخ طوسی یا پس از درگذشت او بوده‌است، با توجه به جنبه فقاهت، به او ابوجعفر ثانی یا ابوجعفر متأخر نیز گفته‌اند.